# Salwatorianki
Salwatorianki, właśc. Zgromadzenie Sióstr Boskiego Zbawiciela – katolickie żeńskie zgromadzenie zakonne założone w 1888 przez bł. Franciszka Jordana i bł. Marię von Wüllenweber.

## Historia
Zgromadzenie powstało 8 grudnia 1888 w Tivoli koło Rzymu. Zostało założone przez baronową Marię von Wüllenweber, pod duchowym przewodnictwem założyciela salwatorianów ks. Franciszka Jordana. Zyskało diecezjalną aprobatę biskupa Tivoli Celestino del Frate 20 marca 1889. Dekret pochwalny otrzymało 18 sierpnia 1911, zaś dekret aprobacyjny 29 kwietnia 1926. Dwa lata po założeniu zgromadzenia pierwsze salwatorianki wyjechały do pracy misyjnej w Asamie w Indiach. W 1893 pięć sióstr założyło placówkę misyjną w Ekwadorze. Do Polski pierwsze salwatorianki przybyły w 1929. Ich pierwszą placówką była Trzebinia, gdzie podjęły współpracę z księżmi salwatorianami w domu rekolekcyjnym. Zalążkiem nowej prowincji był dom kupiony przez siostry w Goczałkowicach, gdzie salwatorianki pracowały w sanatorium dziecięcym i szpitalu reumatologicznym.
Polska prowincja zakonna czyni starania o beatyfikację dwóch swoich sióstr, męczenniczek z okresu II wojny światowej. Służebnice Boże, siostry Stanisława Falkus i Leopolda Ludwig, zostały brutalnie zamordowane przez żołnierzy radzieckich w kaplicy domu zakonnego salwatorianów w Mikołowie.

## Duchowość
Główną cechą charyzmatu salwatorianek jest głoszenie prawdy o Boskim Zbawicielu (łac. Salvator), by wszyscy ludzie mogli go poznać i uwielbić. Stąd centralne miejsce eucharystii w życiu sióstr, jako uobecnienie Zbawiciela. Siostry przez całe życie starają się o pogłębienie osobistej więzi ze Zbawicielem. Życie radami ewangelicznymi i realizowanie charyzmatu w sposób uniwersalny, gdzie tylko jest możliwe głoszenie Zbawiciela: nauczanie, wychowywanie, pielęgnacja chorych, praca dla ubogich, praca w parafii i na misjach.

## Domy zakonne
Salwatorianki posiadają domy zakonne w takich krajach jak: Albania, Austria, Belgia, Niemcy, Włochy, Polska, Wielka Brytania, Rumunia, Węgry, Demokratyczna Republika Konga, Mozambik, Tanzania, Filipiny, Indie, Malezja, Pakistan, Sri Lanka, Tajwan, Brazylia, Kolumbia, Ekwador, Stany Zjednoczone i Wenezuela. Dom generalny od roku 1903 znajduje się w Rzymie.
Domy zakonne polskiej prowincji znajdują się w takich miejscowościach jak: Goczałkowice-Zdrój, Bagno, Zielona Góra, Częstochowa, Gaszowice, Katowice Panewniki, Kraków, Międzywodzie, Olsztyn, Łódź, Warszawa, Zawoja i Żywiec oraz Medenice na Ukrainie. 